# Mark Cendrowski
Mark Cendrowski (5 agosto 1959) è un regista statunitense.

## Carriera
Ha lavorato in numerose serie, dirigendo molti episodi di  Prima o poi divorzio!, Still Standing, La vita secondo Jim e The Big Bang Theory. Ha anche diretto I maghi di Waverly, A.N.T. Farm - Accademia Nuovi Talenti, Hannah Montana, Sabrina, vita da strega, Casa Hughley e Malcolm & Eddie.